# Charles Eames
Charles Eames (St. Louis, Missouri, 17 de juny de 1907 - Saint Louis, 21 d'agost de 1978). Va començar a estudiar la carrera d'arquitectura a Washington University de St. Louis, però als dos anys la va abandonar per començar a treballar en un estudi d'arquitectura. Posteriorment va crear el seu propi estudi juntament amb els arquitectes Charles Gray i Walter Pauley. Després de diversos anys de treball i gràcies a la invitació de l'arquitecte finès Eliel Saarinen va arribar a la Cranbrook Academy of Art, on va acabar els estudis d'arquitectura, es va convertir en professor al departament de disseny i finalment en cap del departament de disseny industrial de la Canbrook.

## Biografia
Charles Eames fou un arquitecte i dissenyador estatunidenc conegut pel seu innovador enfocament en el disseny de mobles i estris per a la llar. Encara que es va formar en arquitectura a Washington, la seva fama internacional és deguda a les seves creatives sèries de cadires i butaques d'estil organicista. Utilitzava materials lleugers com varetes d'acer i plàstics flexibles, aconseguint una aparença de lleugeresa visual i adoptant una tendència de construcció monobloc. A més, va traslladar aquesta sensació d'ingravidesa als seus projectes arquitectònics i es va destacar en tots dos camps per la seva habilitat per combinar funcionalitat i estètica.
Saarinen, en el disseny d'una cadira que va guanyar el primer premi al concurs de mobiliari orgànic del Museu d'Art Modern de Nova York (MoMA). Aquesta cadira innovadora comptava amb un seient i respatller continu fet de xapa de fusta laminada, encoixinat amb goma escuma i segellat amb goma. Tot i això, l'alt cost de producció va impedir la seva fabricació en sèrie.
Malgrat aquest obstacle, Charles Eames va continuar la cerca de productes amb valor artístic que poguessin ser produïts en sèrie utilitzant tècniques industrials. El 1946, amb la seva dona Ray, va dissenyar una elegant cadira composta per dues xapes de fusta laminada sobre una lleugera estructura de tub metàl·lic. Aquesta peça es va convertir en un referent de la producció industrial durant les dècades de 1950 i 1960.
Entre les seves creacions més famoses es troben les cadires i chaise-longues de plàstic amb estructures reticulars (1948-1951), la luxosa butaca reclinable i el seu reposapeus entapissats en cuir (1956), i la butaca d'oficina amb estructura d'alumini (1958), totes aquestes dissenyades per a l'empresa Herman Miller. A més, Eames va dissenyar nombroses peces per a casa seva a Santa Mònica, la seva única edificació com a arquitecte, on buscava popularitzar l'ús d'elements prefabricats com ara murs, finestres i portes en la construcció d'habitatges.

## Charles i Ray Eames
A finals dels anys 40, Ray i Charles Eames van dissenyar i van construir la seva famosa Casa Eames. Ubicada en un turó amb vista a l'Oceà Pacífic, la casa es va construir amb peces d'acer prefabricades, i avui es considera una obra mestra de l'arquitectura moderna.

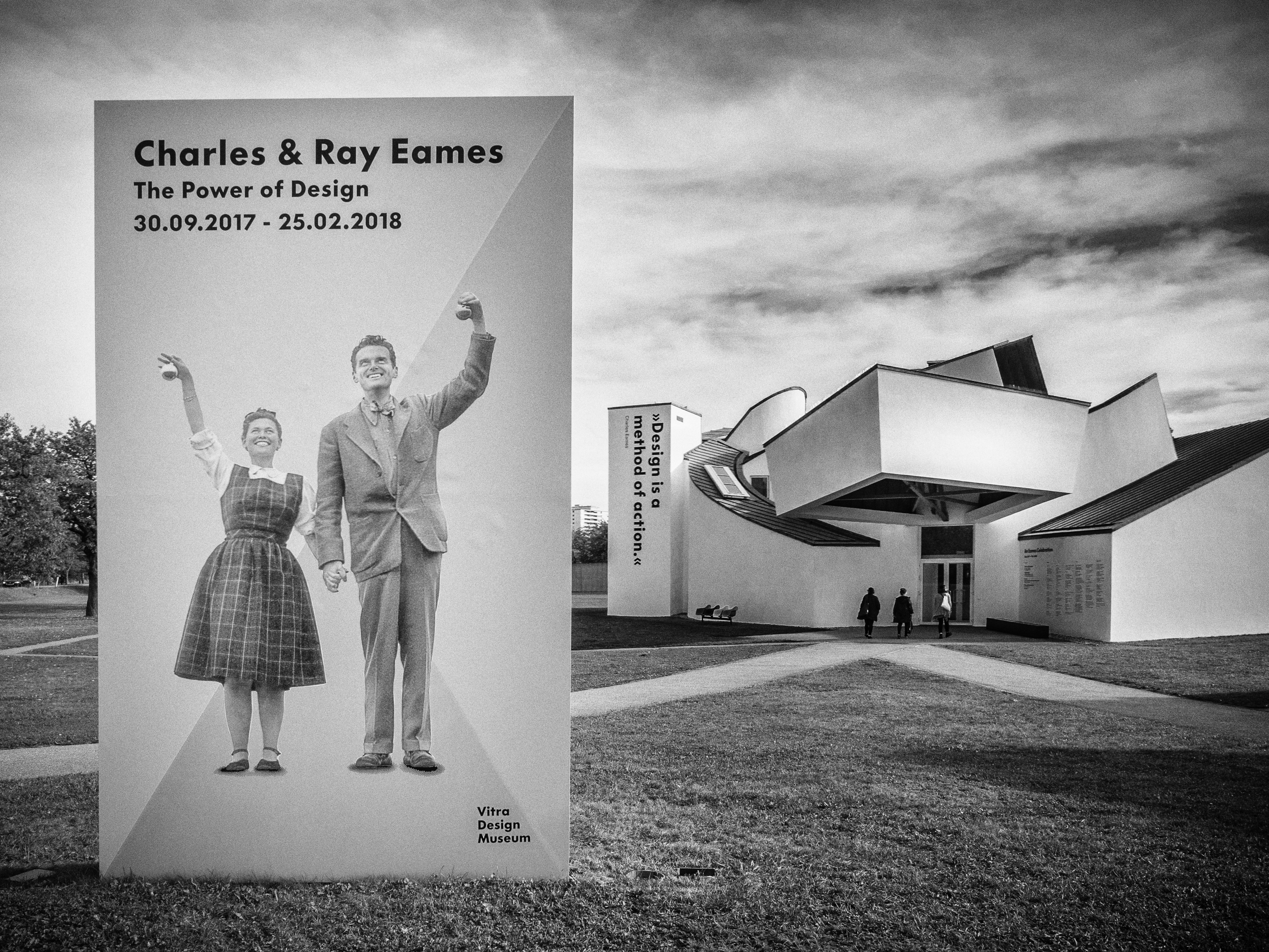
Charles i Ray Eames

A la dècada de 1950, els Eames van continuar innovant en el camp de l'arquitectura i el disseny de mobles. Van ser pioners en la utilització de materials i tècniques noves, com ara la fibra de vidre i la resina plàstica per a la fabricació de cadires. Durant aquest temps, Charles també va començar a interessar-se per la fotografia i la producció de curtmetratges, alguns dels quals es van presentar al documental "Eames: The Architect and the Painter" el 2011.
Els Eames també van organitzar nombroses exposicions. La primera, Matemàtiques, un món de nombre i més enllà (1961), se segueix considerant un model exemplar d'exposició científica per al públic general.
Entre les frases cèlebres de Charles Eames, una de les més destacades, esmentada en una entrevista als Estats Units, és: "L'arquitectura depèn de la càrrega tècnica i l'estètica".

## Creacions

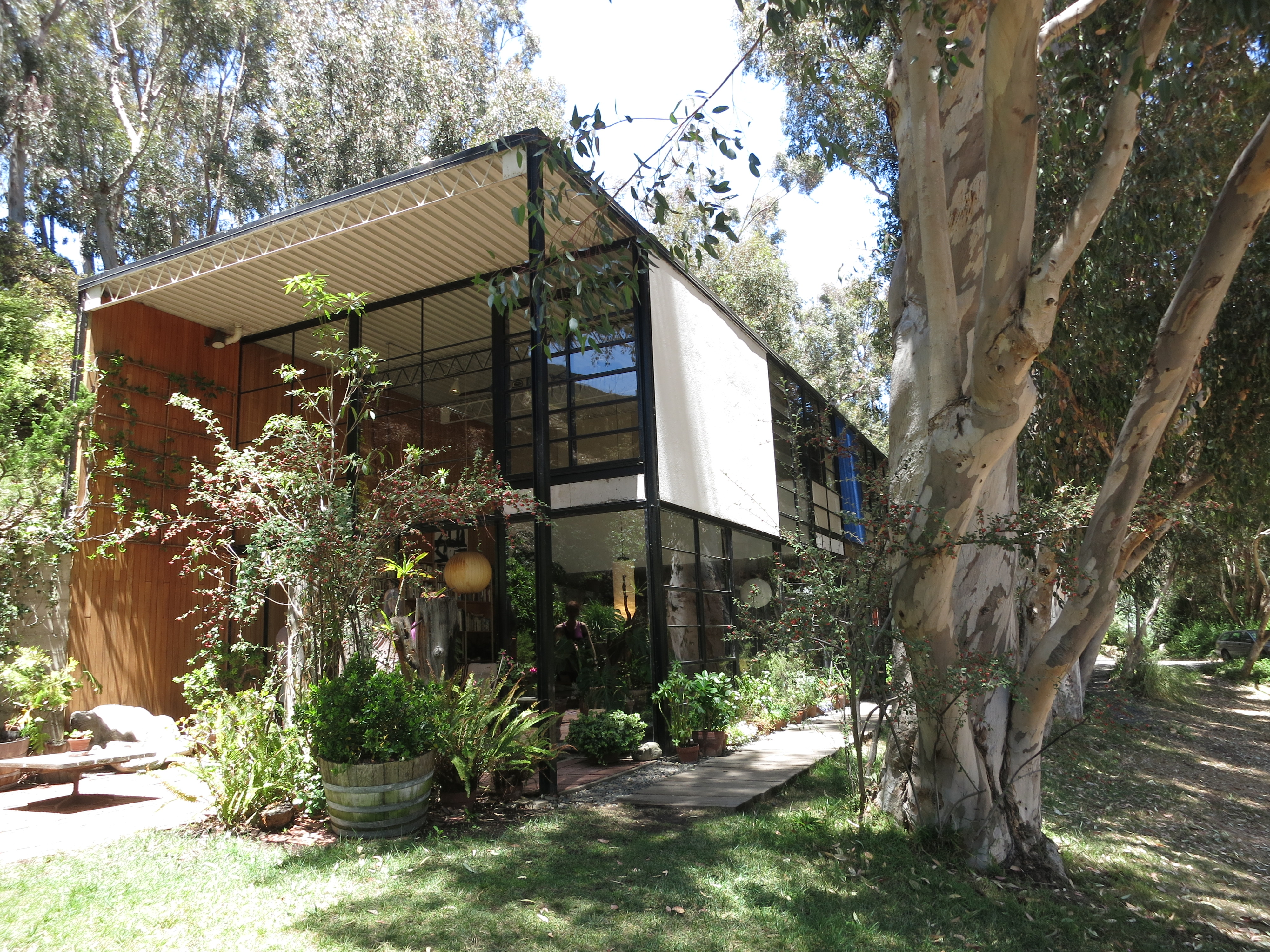
Casa Eames - Charles i Ray Eames

### Arquitectura
- Sweetzer House (between 1930–33)
- St. Louis Post-Dispatch model home (193?)
- St. Mary's Catholic Church (Helena-West Helena, Arkansas) (1934)
- St. Mary's Church (Paragould, Arkansas) (1935)
- Dinsmoor House (1936)
- Dean House (1936)
- Meyer House (1938)
- Bridge house (Eames-Saarinen) (1945)

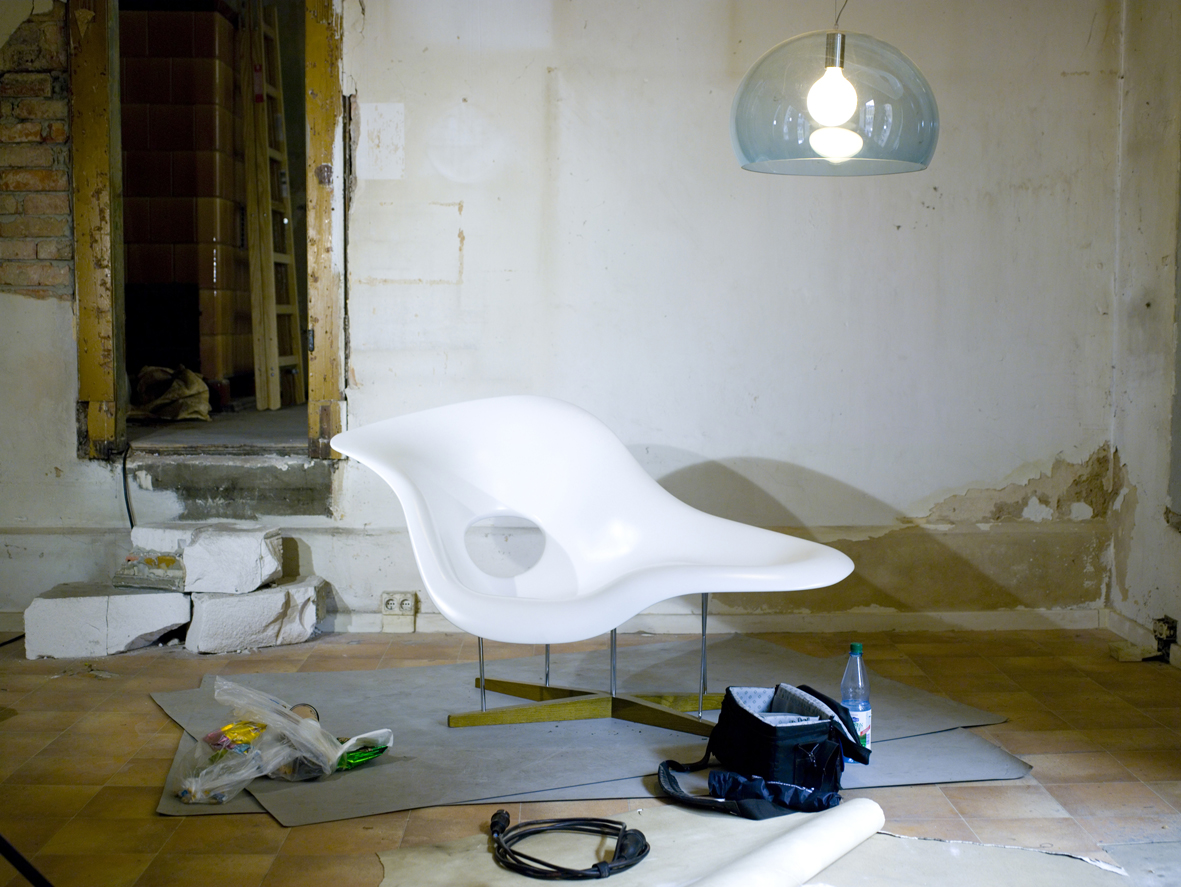
La Chaise - Charles Eames

- Entenza House (1949)
- Casa Eames (1949)
- Max De Pree House (1954)

### Mobles
- Eames-Saarinen Kleinhans chair (1939)
- Eames-Saarinen organic chair (1941)
- Children's chairs (1945)
- Cadira LCW (Lounge Chair Wood) (1945)
- Circular table wood (1945)
- Eames Plywood Side Chair (1946)
- La Chaise (1948)
- Eames RAR (Rocker Armchair Rod) Rocker (1948)
- Eames Eiffel Plastic Side Chair (1950)
- Eames Eiffel Plastic Armchair (1950)

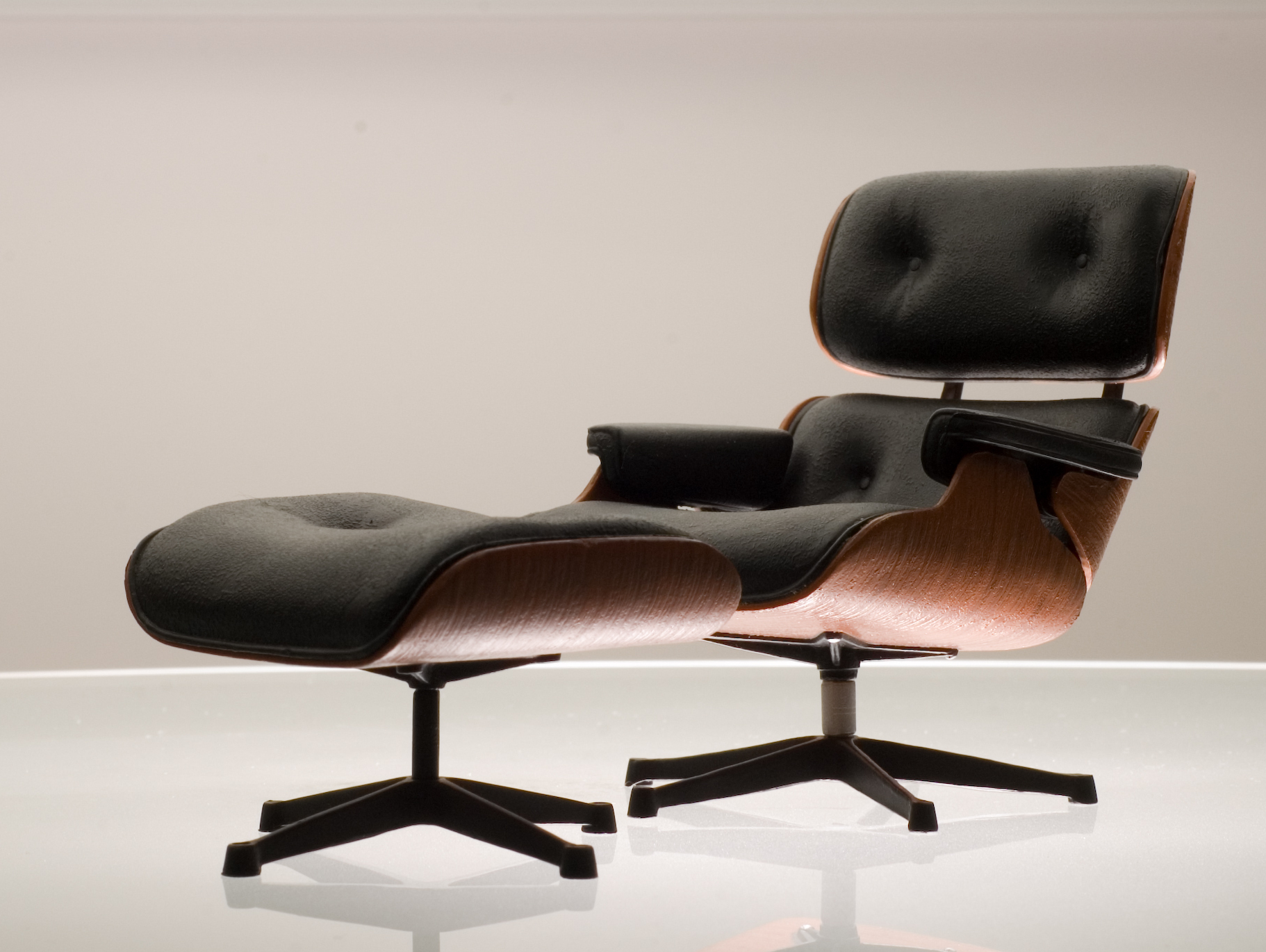
Butaca Eames Lounge (670) i reposapeus(671)

- Butaca Eames Lounge (670) i reposapeus[3](671)Eames Desk and Storage Units (1950)
- Eames Desk and Storage Units (1950)
- Eames Sofa Compact (1954)
- Eames Molded Plastic Side Chair (DSSN), Stacking base (1955)
- Eames lounge chair and ottoman (1956)[4]
- Eames Aluminum Management Chair (1958)
- Eames Aluminum Side Chair (1958)
- Eames Aluminum Ottoman (1958)
- Eames Executive Chair (1960) (àlies: Lobby Chair, Time-Life Chair)
- Eames Walnut Stool (1960)
- Eames tandem sling seating (1962)
- Two piece plastic chair (1971)
- Eames Sofa (1984) producció pòstuma

### Films
- Polaroid SX-70, 1972, realitzat per a Polaroid Corporation.
- Powers of Ten, 1977. Realitzat per a IBM.[5]